# Ranatra

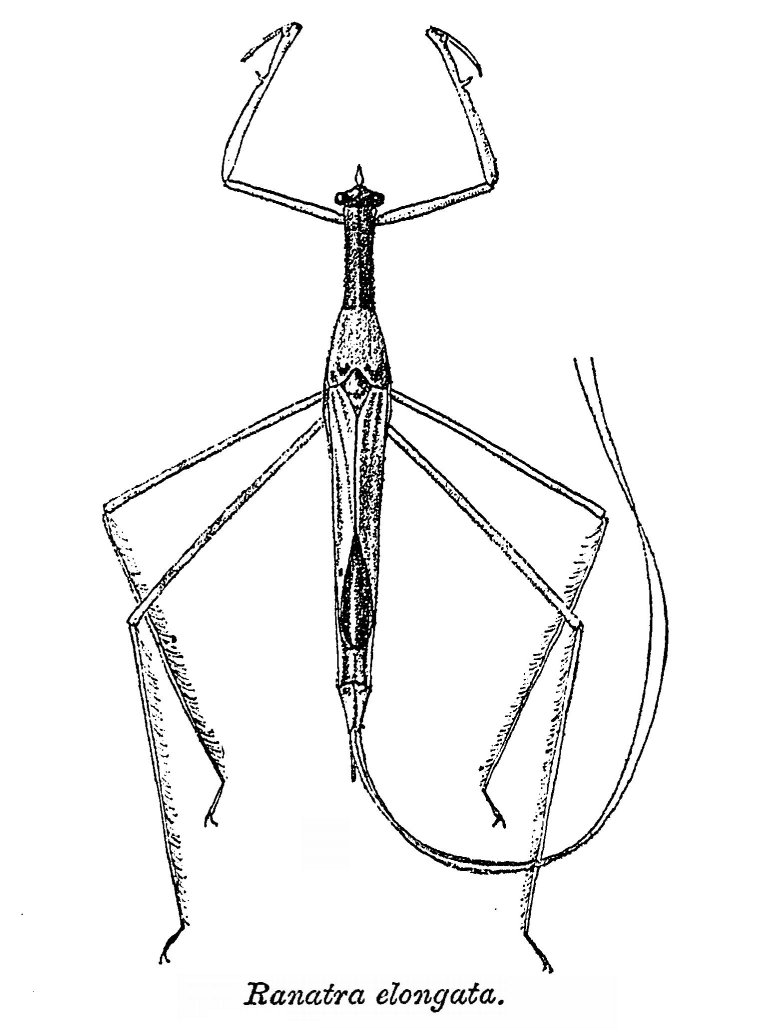
Ranatra elongata

Ranatra – rodzaj wodnych pluskwiaków różnoskrzydłych z rodziny płoszczycowatych i podrodziny Ranatrinae.

## Morfologia
Ciało silnie wydłużone, osiągające od 23 do 60 mm długości. Uda odnóży przednich wyjątkowo smukłe, zwykle dwukrotnie dłuższe niż goleń i stopa razem wzięte. Na drugim członie czułków krótki palcowaty wyrostek, skierowany ku wierzchołkowi.

## Występowanie
Znane ze wszystkich kontynentów. Większość tropikalna. W Europie i w Polsce występuje tylko topielnica.

## Systematyka
Do rodzaju tego należy ponad 90 gatunków, w tym:
- Ranatra australis Hungerford, 1922
- Ranatra brevicollis Montandon, 1910
- Ranatra buenoi Hungerford, 1922
- Ranatra chinensis Mayr, 1865
- Ranatra digitata Hafiz et Pradhan, 1947
- Ranatra diminuta Montandon, 1907
- Ranatra distanti Montandon, 1910
- Ranatra drakei Hungerford, 1922
- Ranatra elongata Fabricius, 1790
- Ranatra feana Montandon, 1903
- Ranatra filiformis Fabricius, 1790
- Ranatra fusca Palisot de Beauvois, 1820
- Ranatra gracilis Dallas, 1850
- Ranatra kirkaldyi Torre-Bueno, 1905
- Ranatra linearis (Linnaeus, 1758) - topielnica, topielica
- Ranatra montezuma Polhemus, 1976
- Ranatra nigra Herrich-Schaeffer, 1849
- Ranatra parmata Mayr, 1865
- Ranatra quadridentata Stål, 1862
- Ranatra texana Hungerford, 1930
- Ranatra titilaensis Hafiz et Pradhan, 1947
- Ranatra unicolor Scott, 1874
- Ranatra varipes Stål, 1861